# Emily Robins
Pour les articles homonymes, voir Robins.
Emily Iris Robins est une actrice et chanteuse néozélandaise née le 21 mai 1989, à Londres. Elle a grandi dans la ville d'Orewa en Nouvelle-Zélande. Ses parents sont Danny Robins et Susan Robins.
Elle devient célèbre grâce à son rôle dans le feuilleton populaire Shortland Street de la chaine TV2 où elle incarne le rôle de Claire Simone Solomon (2004-2007).
En 2007, elle a joué dans une pièce d'Arthur Miller, « Les sorcières de Salem » (The Crucible), à Auckland. Elle jouait le rôle de Susannah.
Elle obtient ensuite un rôle sur mesure, celui d'Alexandra Wilson, dans Son altesse Alex de 2008 à 2011. 
En 2011 elle joue le rôle de Scarlett dans la série australienne Slide.
De 2016 a 2017 elle incarne le rôle de Toni dans la série Filthy Rich.

## Filmographie
- 2004-2007 : Shortland Street : Claire Simone Solomon
- 2008-2011 : Son Altesse Alex : Alexandra « Alex » Wilson
- 2011 : Slide : Scarlett Carlyle
- 2015 : Three Kings : Sugar (court métrage)
- 2016 : "Filthy Rich" : Toni (série télévisée)

## Chansons
- Someone not me
- Two worlds
- Happy
- Not in love
- Everything is happenning
- Pretty Little Girlfriend
- Shattered
- Decided
- Before
- I'm Free
- I get love
- Me and you
- I Needed You
- Celebrate
- My love is real
- Once upon a time
- Brand new day
- Breathe
- Take you there
- You Gonna take me
- I can hold you
- Love has gone
- Just a girl
- Hello
- Running Wild
- Let me go on
- Don't wanna play
- Don't feel right
- Steal my heart

Une partie de ses chansons ont été reprises dans la série Son Altesse Alex, comme Someone not me, Me and you, I needed you, Two worlds, Celebrate, " Not in love " , etc.